# Vesitükimaa
Vesitükimaa est une île d'Estonie en mer Baltique à l’extrémité de la péninsule de Sõrve.

## Géographie
Elle fait partie de la commune de Torgu. Réserve naturelle, elle est interdite au public durant les périodes de nidification (1er avril-1er juillet).